# ニコラウス・レオポルト・ツー・ザルム＝ザルム
ニコラウス・レオポルト・ツー・ザルム＝ザルム（Nikolaus Leopold Fürst zu Salm-Salm, Herzog von Hoogstraeten, Wild- und Rheingraf, 1701年1月25日 - 1770年2月4日）は、ドイツ系の小諸侯ザルム家の分流の子孫。相続権の獲得、縁故、巧妙な政治交渉を通じて帝国諸侯（フュルスト）の地位、そしてヴォージュ山脈のザルム＝ザルム侯領その他の収益の大きな所領群の領主権を手に入れた。

## 生涯

### 系譜
男系の先祖は帝国直属身分の伯（ヴィルトグラーフ・ライングラーフ）であるが、1459年に婚姻を通じてザルム伯を称するようになった家系に属している。1623年、フィリップ・オットー・ツー・ザルムがザルム家出身者として初めて世襲の帝国諸侯に列した。この最初のザルム侯家は1654年帝国諸侯部会の投票権を獲得し、1645年結婚を通じてアンホルト荘園を入手した。
ニコラウス・レオポルトはフィリップ・オットー侯の弟でマーストリヒト市総督を務めたザルム＝ヌフヴィル伯フリードリヒ・マグヌス（1606年 - 1670年）の曾孫にあたる。祖父カール・フロレンティンは在パリ・オランダ大使を務め、ヨーロッパ諸国の宮廷に「ラングラーヴ」型のショースを流行らせた洒落者だった。彼は1657年、ブラバント地方の最有力貴族の1つホーホストラーテン伯爵家の女子相続人マリー・ガブリエル・ラレン（1640年頃 - 1709年）と結婚した。夫婦の間の息子ヴィルヘルム・フロレンティン（1670年 - 1707年）と、フォンディ侯ハインリヒ・フランツ・フォン・マンスフェルトの娘マリア・アンナ・フォン・マンスフェルト（1680年 - 1724年）の間の長男として生まれたのがニコラウス・レオポルトである。彼は1709年8歳で祖母からホーホストラーテン伯領を相続した。相続に伴い、ブリュッセルのオテル・ド・ホーホストラーテン（hôtel d’Hoogstraeten）の所有主となる。この邸宅はその後、ハプスブルク家の人々が代々ブリュッセルでの住まいとしたクーデンベルグ宮殿の一部に組み込まれた。クーデンベルグ宮は1731年焼け落ちたが、焼け跡から古代の都市遺跡が発見された。宮殿跡は現在ブリュッセルの王の広場となっている。

### ザルム＝ザルム侯
1719年3月25日、18歳のニコラウス・レオポルトはアンホルト城において、本家筋のザルム侯ルートヴィヒ・オットーの長女で17歳のドロテア・フランツィスカ・アグネス（1702年 - 1751年）と結婚式を挙げた。この結婚には彼のザルム侯位継承権をより強固なものにする目的があった。舅には男子がおらず、その死とともに最初のザルム侯家（altfürstliche Linie Salm）の男系は断絶することが確定していたためである。このカップルの結婚はザルム家の2つの分流を再結合させた。1738年舅が死ぬと、ニコラウス・レオポルトはヴォージュ山脈地帯のザルム侯領及びアンホルトの城と所領を相続した。1739年1月14日、彼は帝国諸侯の地位を認められた。1740年1月6日には、世襲のホーホストラーテン公爵位を授けられた。1743年10月16日、神聖ローマ皇帝よりザルム＝ザルム侯（Fürst zu Salm-Salm）に叙爵された。これに伴い、公式称号は「ザルム侯、ザルム＝ザルム侯、猟場伯及びライン伯（Fürst zu Salm, Fürst zu Salm-Salm, Wild- und Rheingraf）」となった。
ニコラウス・レオポルトはまた、ロレーヌ公領の相続請求を行い、フランス王ルイ15世と交渉したこともある。ポーランド継承戦争直後の1737年、本来のロレーヌ公フランツ・シュテファンがトスカーナ大公国の所有権と引き換えにロレーヌ公領をフランス王に譲渡し、フランス王はロレーヌを義父の元ポーランド王スタニスワフ・レシュチンスキに所領として授けた。ロレーヌ公領の一部に対するニコラウス・レオポルトの請求活動の結果、1751年ルイ15世は、17世紀初頭に女伯クリスティーヌとロレーヌ公フランソワ2世の婚姻以降ロレーヌ公領の一部となっていた上ザルム伯領の残り半分を、ニコラウス・レオポルトのザルム＝ザルム侯領に移譲することを決定した。上ザルム伯領は法的・地理的には、フランス王国領に囲まれた神聖ローマ帝国領の飛び地となった。

### ザルム伯連隊
1733年ポーランド王アウグスト2世の死去と同時にポーランド継承戦争が勃発すると、これに参戦したオーストリアは支配下の諸邦に対し軍団を編成するよう命令した。皇帝カール6世の1733年11月4日付けの勅許状により、宮廷軍事会議議長オイゲン・フォン・サヴォワ公子はニコラウス・レオポルトに対し、軍隊編成の指令書を通知した。彼はこの命令に従い、2300人の兵からなる連隊を組織した。この連隊は「ザルム伯連隊」と称された。1733年から1734年まで、ニコラウス・レオポルトは連隊長筆頭として従軍した。1769年、ザルム伯連隊は長年の功績あってハプスブルク帝国軍の正規軍に加えられ、第14歩兵連隊と称された。
1754年、陸軍元帥に昇進し、同年アントウェルペン市総督の職を与えられた。

### 相続問題
ニコラウス・レオポルトと妻ドロテアの間には18人の子が生まれた。
- ガブリエーレ・マリア・クリスティーナ・ルイーゼ（1720年 - 1792年） - トルンの修道女
- ルートヴィヒ・カール・オットー（1721年 - 1775年） - ザルム＝ザルム侯
- ヴィルヘルム・フロレンティン・クラウディウス・ラモラル（1723年 - 1744年）
- エリーザベト・ルドヴィカ（1724年 - 1725年）
- ルイーゼ・フランツィスカ・ヴィルヘルミーネ・アンゼルミーナ（1725年 - 1764年） - 1743年ヨハン・ヴィルヘルム・フォン・マンダーシャイト＝ブランケンハイム＝ゲロルシュタイン伯爵と結婚
- マリア・クリスティーナ（1728年 - 1779年） - トルンとエルテン（ドイツ語版）の修道女
- マリア・エリーザベト・ヨーゼファ（1729年 - 1775年） - 1751年エゴン・フランツ・エルヴァイン・フォン・シェーンボルン＝ホイッセンシュタム伯爵と結婚
- フランツ・ゲオルク・レオポルト（1730年 - 1731年）
- マリア・フランツィスカ・ヨーゼファ（1731年 - 1806年） - 1761年シュターレンベルク侯ゲオルク・アダム（ドイツ語版）と結婚
- マクシミリアン・フリードリヒ・エルンスト（1732年 - 1773年） - ホーホストラーテン公
- カール・アレクサンダー・エルンスト（1735年 - 1796年） - 1766年マリー・カタリーナ・レーアス・フォン・レーアスバッハ（Leers von Leersbach）と結婚
- アウグステ・ゾフィー（1735年 - 1775年） - モンスの修道女
- マリア・ヨーゼファ（1736年 - 1799年） - 1771年ホーエンローエ＝ヴァルデンブルク＝シリングスフュルスト侯カール・アルブレヒト1世と結婚
- マリア・ヨーゼファ・ヘンリエッテ（1737年 - 1774年）
- マリア・アンナ・ヴィクトリア・ヴィルヘルミーネ（1740年 - 1816年） - 1758年第12代インファンタド公爵ペドロ・アルバレス・デ・トレドと結婚、スペイン首相・摂政会議議長第13代インファンタド公爵（英語版）の母
- エマヌエル・ハインリヒ・ニコラウス・レオポルト（1742年 - 1808年）
- フランツ・ヨーゼフ・ヨハン・アンドレアス（1743年 - ?） - アントワネット・ド・メンブール（Maimbourg）と結婚
- ヴィルヘルム・フロレンティン（1745年 - 1810年） - プラハ大司教

1751年にドロテアと死別する。2年後の1753年、亡き妻の5歳年下の妹クリスティーネと再婚した。クリスティーネはヘッセン＝ローテンブルク方伯世子ヨーゼフの未亡人だった。1756年、2人はニコラウス・レオポルトの次男マクシミリアンと、クリスティーネの次女マリー・ルイーゼを結婚させた。
自身の築いたザルム＝ザルム侯家の存続が安泰となるか心配していたニコラウス・レオポルトは、相続権を有する大勢の息子たちのために長大な遺言状を執筆し、後妻クリスティーネを遺言執行者に指名した。ニコラウス・レオポルトにとって不安の種だったのは、聖職者の道を進んだ長男ルートヴィヒの存在だったが、彼は父親が死ぬまでは聖職者のままであった。そのため、家内法に基づくザルム＝ザルム家の世襲財産の相続権筆頭者は次男マクシミリアンであった。ところが1770年ニコラウス・レオポルトが死ぬと、長男ルートヴィヒが還俗して相続権を主張、弟マクシミリアンの相続に異議を唱えた。兄弟はウィーンの神聖ローマ皇帝に訴え出て、どちらが正統な相続人か長く係争を続けた。他の大勢の兄弟たちはそれぞれの都合で長兄と次兄の支持に回り、この争いを過熱させた。兄弟争いが最高潮に達したのは、ザルム＝ザルム侯領の主都スノーヌで両者の武装した支持者が小競り合いを起こしたときである。
1771年6月5日、パリにて兄弟の和解が成立し、法廷闘争は調停の形で解決した。ルートヴィヒがザルム＝ザルム侯領を継承し、マクシミリアンはホーホストラーテン公領をあてがわれた。ルートヴィヒは結局子供のないまま死に、マクシミリアンの遺児コンスタンティンがザルム＝ザルム侯家の家督を継承した。